# Axwell & Ingrosso
Axwell & Ingrosso (estilizado como Axwell Λ Ingrosso) é um grupo de música eletrônica de DJs suecos composta pelos membros da Swedish House Mafia: Axwell e Sebastian Ingrosso. Assinada com a  Def Jam Recordings, fizeram sua estréia na performance em Governors Ball Music Festival, Em Nova Iorque, em junho de 2014.

## História

### Pré 2014: Swedish House Mafia
Swedish House Mafia era um supergrupo de DJs suecos: Axwell , Steve Angello e Sebastian Ingrosso . O grupo se formou oficialmente no final de 2008. O grupo ficou no número dez no DJ Magazine Top 100 DJ Poll 2011. No DJ Magazine Top 100 Poll 2012, eles foram classificados no número doze.  Em 24 de junho de 2012, o grupo anunciou através do site que eles se separariam depois de embarcar no "One Last Tour", que terminou no Ultra Miami 2013 em 24 de março de 2013.

### 2014 - Presente: Recomeço
Axwell e Ingrosso formaram o grupo Axwell Λ Ingrosso oficialmente em 2014. Durante junho do mesmo ano, a banda ganhou proeminência entre os nova-iorquinos quando eles começaram a colocar pistas sobre seu novo álbum em vários locais da cidade.  Sua primeira apresentação foi em 2014 no Governors Ball Music Festival.
O desempenho estreou músicas de um novo álbum, eles anunciaram para liberar sob o nome Axwell Λ Ingrosso a música de introdução dos quais estreou no ar durante Zane Lowe 's Radio 1 da BBC programa.
Seu desempenho também foi nomeado um dos 15 Hot Governors Ball Moments , bem como um dos Top 10 Best Performancesda Hot Governors Ball pelo Billboard . Eles também fizeram uma aparição no 2014 V Festival. 
O álbum também é dito ser o primeiro para ambos os artistas, já que a Swedish House Mafia nunca lançou um álbum oficial completo.
A Axwell e a Ingrosso também apagaram suas páginas pessoais do Facebook e criaram uma única página para o grupo para significar a nova parceria.
Eles visitaram a Índia, como parte da Sunburn Arena.  Axwell e Ingrosso lançaram seu primeiro single "Can not Hold Us Down" e mais tarde naquele ano lançaram seu próximo single "Something New". Em 12 de março de 2015, a dupla lançou sua próxima nova faixa, " On My Way ", que apresenta vocais de Salem Al Fakir. 
Seguiu-se um video sequela, dirigido por Christian Larson no dia seguinte, que continuou a história do video musical "On My Way". Este foi o video oficial da música para 'Can not Hold Us Down'. 
Em 12 de junho de 2015, eles lançaram uma nova música " Sun Is Shining ". Em 6 de novembro de 2015, a dupla lançou seu quinto single "This Time". Todos os ganhos da música serão doados para caridade. [11]O instrumental para o seu novo single "Dream Bigger" foi lançado em 8 de janeiro de 2016, com a versão vocal lançada em 29 de abril no final desse ano. A dupla lançou seu oitavo single "I Love You", que apresenta Kid Ink . [12] No dia 26 de maio de 2017, eles lançaram o EP More Than You Know de quatro músicas com as faixas "Mais do que você sabe",que conta com a  modelo belga Romi Van Renterghe, "Como você sente agora", "Renegade" e "Dawn".

## Discografia

### Extended plays
| Título             | Detalhes | Lista de faixas                                                                         |
| ------------------ | --- | --------------------------------------------------------------------------------------- |
| X4                 | - Lançamento:13 de Fevereiro de 2014 - Gravadora: Axtone Records, Refune Music - Formatos: Digital download | 1. "Together" 2. "We Come, We Rave, We Love" 3. "Can't Hold Us Down" 4. "Something New" |
| More Than You Know | - Lançamento: Maio de 2017 - Gravadora: Axtone Records, Refune Music, Def Jam - Formatos: Digital download  | 1. "More Than You Know" 2. "Renegade" 3. "How Do You Feel Right Now" 4. "Dawn"          |

### Singles
| Título                                                                            | Ano  | Posições em paradas | Posições em paradas | Posições em paradas | Posições em paradas | Posições em paradas | Posições em paradas | Posições em paradas | Posições em paradas | Posições em paradas | Posições em paradas | Certificações                                                                                                   | Álbum              |
| Título                                                                            | Ano  | SWE                 | AUT                 | BEL                 | DEN                 | GER                 | ITA                 | NLD                 | NOR                 | SWI                 | UK                  | Certificações                                                                                                   | Álbum              |
| --------------------------------------------------------------------------------- | ---- | ------------------- | ------------------- | ------------------- | ------------------- | ------------------- | ------------------- | ------------------- | ------------------- | ------------------- | ------------------- | --- | ------------------ |
| "Something New"                                                                   | 2014 | 20                  | —                   | 13                  | —                   | —                   | —                   | —                   | —                   | —                   | 22                  | - GLF: 2× Platinum - FIMI: Gold                                                                                 | X4                 |
| "On My Way"                                                                       | 2015 | 18                  | —                   | —                   | —                   | —                   | —                   | 82                  | —                   | —                   | 100                 | - GLF: 2× Platinum                                                                                              | Non-album single   |
| "Can't Hold Us Down"                                                              | 2015 | —                   | —                   | —                   | —                   | —                   | —                   | —                   | —                   | —                   | —                   | | X4                 |
| "Sun Is Shining"                                                                  | 2015 | 1                   | 13                  | 8                   | 20                  | 51                  | 56                  | 8                   | 4                   | 41                  | 56                  | - GLF: 5× Platinum - IFPI DEN: Gold - IFPI NOR: 2× Platinum - FIMI: Gold - ZPAV: Gold                           | Non-album singles  |
| "This Time"                                                                       | 2015 | 73                  | —                   | 26                  | —                   | —                   | —                   | —                   | —                   | —                   | —                   | | Non-album singles  |
| "Dream Bigger"                                                                    | 2016 | —                   | —                   | —                   | —                   | —                   | —                   | —                   | —                   | —                   | —                   | | Non-album singles  |
| "Thinking About You"                                                              | 2016 | 64                  | —                   | —                   | —                   | —                   | —                   | —                   | —                   | —                   | —                   | | Non-album singles  |
| "I Love You" (featuring Kid Ink)                                                  | 2017 | 10                  | —                   | —                   | —                   | —                   | —                   | 56                  | —                   | —                   | 72                  | - GLF: 2× Platinum                                                                                              | Non-album singles  |
| "Renegade"                                                                        | 2017 | —                   | —                   | —                   | —                   | —                   | —                   | —                   | —                   | —                   | —                   | | More Than You Know |
| "More Than You Know"                                                              | 2017 | 2                   | 1                   | 4                   | 26                  | 1                   | 4                   | 14                  | 4                   | 2                   | 30                  | - GLF: 2× Platinum - ARIA: Gold - IFPI AUT: Gold - BEA: Platinum - BVMI: Platinum - FIMI: Platinum - RMNZ: Gold | More Than You Know |
| "—" denotes a recording that did not chart or was not released in that territory. |      |                     |                     |                     |                     |                     |                     |                     |                     |                     |                     | |                    |

### Singles promocionais
| Título                        | Ano              | Album |
| ----------------------------- | ---------------- | ----- |
| "We Come, We Rave, We Love"   | 2014             | X4    |
| "Dream Bigger" (Instrumental) | Non-album single |       |

### Remixes
| Título                              | Ano  | Artistas Originais | Album |
| ----------------------------------- | ---- | ------------------ | ----- |
| "Thinking About You" (Festival Mix) | 2016 | Non-album remix    |       |

## Premios e nomiações
| Ano  | Premio           | Categoria                 | Situaçaõ | Outcome | Ref. |
| ---- | ---------------- | ------------------------- | -------- | ------- | ---- |
| 2016 | NRJ Music Awards | Melhor colaboração do ano | Indicado | [ 53 ]  |      |

## Referencias
1. ↑  Blistein, Jon (29 de maio de 2014). «Axwell and Sebastian Ingrosso Form New Band». Rolling Stone. Consultado em 27 de agosto de 2014
2. ↑  Gale, Alex (9 de junho de 2014). «Governors Ball 2014: Ex-Swedish House Mafia Duo Axwell & Ingrosso Debut New Songs». Billboard. Consultado em 27 de agosto de 2014
3. ↑  Tariq, Sara (6 de junho de 2014). «Song On The Streets: Axwell Ingrosso Premier New Music». Vibe. Consultado em 27 de agosto de 2014
4. ↑  Lancaster, Elizabeth (3 de junho de 2014). «Axwell & Ingrosso Post Clues To New Music All Around New York City». MTV. Consultado em 27 de agosto de 2014
5. ↑  Gale, Alex (9 de junho de 2014). «Governors Ball 2014: Ex-Swedish House Mafia Duo Axwell & Ingrosso Debut New Songs». Billboard. Consultado em 27 de agosto de 2014
6. ↑  Blistein, Jon (29 de maio de 2014). «Axwell and Sebastian Ingrosso Form New Band». Rolling Stone. Consultado em 27 de agosto de 2014
7. ↑  «Governors Ball 2014: Top 10 Best Performances». Billboard. 9 de junho de 2014. Consultado em 27 de agosto de 2014
8. ↑  «15 Hot Governors Ball Moments: Axwell & Ingrosso, Vampire Weekend, Interpol Run Day 3». Billboard. 9 de junho de 2014. Consultado em 27 de agosto de 2014
9. ↑  Pell, Michael (18 de agosto de 2014). «Axwell Ingrosso Literally Set Fire To MTV Stage At V Festival!». MTV. Consultado em 27 de agosto de 2014
10. ↑  «Axwell Ingrosso Confirm New Album Coming, Plus Tour Featuring Ibiza and Festival Dates». Music Times. Consultado em 27 de agosto de 2014
11. ↑  Blistein, Jon (29 de maio de 2014). «Axwell and Sebastian Ingrosso Form New Band». Rolling Stone. Consultado em 27 de agosto de 2014
12. ↑  «Axwell Λ Ingrosso Drop Anthemic New Song On My Way»
13. ↑  Matt Medved (13 de março de 2015). «Exclusive: Axwell & Ingrosso Premiere 'Can't Hold Us Down' Mini-Movie». www.billboard.com
14. ↑  https://itunes.apple.com/za/album/x4-ep/id964777041
15. ↑  https://itunes.apple.com/us/album/more-than-you-know-ep/id1233789904
16. ↑  «Discography Axwell Λ Ingrosso». Swedish Charts Portal. Hung Medien
17. ↑  «Discographie Axwell Λ Ingrosso». Austrian Charts Portal. Hung Medien
18. 1 2  «Discografie Axwell Λ Ingrosso». Belgium (Flanders) Charts Portal. Hung Medien
19. ↑  http://danishcharts.com/search.asp?search=Axwell+%26%23923%3B+Ingrosso&cat=s
20. ↑  «Discographie Axwell Λ Ingrosso». German Charts Portal. Hung Medien
21. ↑  «Top Digital - Classifica settimanale WK 34 (dal 2015-08-21 al 2015-08-27)». Federazione Industria Musicale Italiana. Consultado em 7 de fevereiro de 2016
22. ↑  «Discografie Axwell Λ Ingrosso». Dutch Charts Portal. Hung Medien
23. ↑  http://norwegiancharts.com/search.asp?search=Axwell+%26%23923%3B+Ingrosso&cat=s
24. ↑  «Discographie Axwell Λ Ingrosso». Hung Medien
25. ↑  «Axwell & Ingrosso». Officialcharts.com/. Official Charts Company
26. ↑  http://www.sverigetopplistan.se (Click "search all records" and view 11th December 2014. Then click "visa" on "Something New")
27. ↑  http://www.fimi.it/certificazioni#/category:singoli/year:2017/page:0/term:Axwell
28. ↑  http://www.sverigetopplistan.se (Click "search all records" and view 2nd April 2015. Then click "visa" on "On My Way")
29. ↑  http://www.axwellingrosso.com/music/page/2/
30. ↑  https://itunes.apple.com/gb/album/cant-hold-us-down/id975583913?i=975583914
31. ↑  http://www.sverigetopplistan.se (Click "search all records" and view 26th June 2015. Then click "visa" on "Sun Is Shining")
32. ↑  http://www.ifpi.dk/?q=content/axwell-ingrosso-sun-shining
33. ↑  http://www.ifpi.no/component/rstrophybridge/?filter_search=Axwell+%2F+Ingrosso
34. ↑  «FIMI - Certificazioni - FIMI». www.fimi.it
35. ↑  http://bestsellery.zpav.pl/wyroznienia/zloteplyty/cd/archiwum.php?year=2016
36. ↑  Middleton, Ryan (6 de novembro de 2015). «Axwell /\ Ingrosso, Pusha T Release 'This Time' For Charity». Music Times. Consultado em 11 de novembro de 2015
37. ↑  https://itunes.apple.com/gb/album/dream-bigger-radio-edit/id1107756431?i=1107756646
38. ↑  Bein, Kat (10 de fevereiro de 2017). «Axwell & Ingrosso Finally Drop Kid Ink Collab 'I Love You:' Listen». Billboard. Consultado em 13 de fevereiro de 2017
39. ↑  «Axwell Λ Ingrosso feat. Kid Ink - I Love You». ultratop.be
40. ↑  http://www.sverigetopplistan.se (Click "search all records" and view 17th February 2017. Then click "visa" on "I Love You")
41. ↑  http://www.dancingastronaut.com/2017/05/axwell-λ-ingrosso-unveil-tracklist-artwork-know-ep/
42. ↑  «Classifica settimanale WK 39» (em italiano). Federazione Industria Musicale Italiana. Consultado em 30 de setembro de 2017
43. ↑  http://www.sverigetopplistan.se (Click "search all records" and view 2nd June 2017. Then click "visa" on "More Than You Know")
44. ↑  http://www.ariacharts.com.au/charts/singles-chart
45. ↑  http://www.ifpi.at/?section=goldplatin
46. ↑  http://www.ultratop.be/nl/goud-platina/2017
47. ↑  «Gold-/Platin-Datenbank». Consultado em 27 de setembro de 2017
48. ↑  http://www.fimi.it/certificazioni#/category:singoli/year:2017/page:0/term:Axwell_/%5C_Ingrosso
49. ↑  http://nztop40.co.nz/chart/singles?chart=4399
50. ↑  https://www.discogs.com/artist/4121809-Axwell-Λ-Ingrosso
51. ↑  https://open.spotify.com/album/0XzkRALq1QrxCuWQDSjixN
52. ↑  https://open.spotify.com/album/2ZRb9IeHgSzEdcIshg4jDk
53. ↑  «Palmares NRJ DJ AWARDS 2016 - Meilleurs DJs». NRJ.fr (em francês). Consultado em 14 de novembro de 2016

1. ↑  "On My Way" did not enter the Ultratop 50, but peaked at number 78 on the Flemish Ultratip chart.[18]
2. ↑  "I Love You" did not enter the Ultratop 50, but peaked at number 30 on the Flemish Ultratip chart.[39]